# Monsieur et Madame
Ne doit pas être confondu avec Madame Monsieur, Monsieur Madame ou Les Monsieur Madame.
Monsieur et Madame est un groupe belge de pop rock electro,composé de deux artistes belges, Laurence Bibot et Marka.

## Historique
Après une tournée internationale à New York, en Chine et au Japon en 2006-2007, ils passent sur la grande scène des Francofolies de Spa en juillet 2008 avec leur Summer Band et les « filles » du bar à spectacles transformistes « Chez Maman ». Ils réitèrent ce show, notamment au Brussels Summer Festival ou encore lors de la projection du film Travestis de Laurence Bibot. 
En 2007, ils sortent l'album homonyme sur lequel se retrouvent, entre autres, les titres Monsieur Madame, Poulette, Formidable ou encore ISSho ni nalô itsumademo, version japonaise d'Accouplés,.

## Vie personnelle
En couple à la ville comme à la scène, ils sont les parents d'Angèle et de Roméo Elvis,,.